# Union Wood SAC
Union Wood SAC este o arie protejată (arie specială de conservare — SAC, sit de importanță comunitară — SCI) din Irlanda întinsă pe o suprafață de 60,83 ha, integral pe uscat.

## Localizare
Centrul sitului Union Wood SAC este situat la coordonatele 54°12′12″N 8°29′17″W / 54.203419°N 8.487992°V.

## Înființare
Situl Union Wood SAC a fost declarat sit de importanță comunitară în august 1997 pentru a proteja un număr necunoscut de specii din flora spontană și fauna sălbatică aflate în arealul zonei. Situl a fost protejat și ca arie specială de conservare în mai 2017.

## Biodiversitate
Situată în ecoregiunea atlantică, aria protejată conține 1 habitat natural: Păduri de stejar sesil bătrân cu Ilex și Blechnum în Insulele Britanice.
La baza desemnării sitului se află un număr nedeclarat de specii protejate.
Pe lângă speciile protejate, pe teritoriul sitului au mai fost identificate 2 specii de mamifere, 2 specii de nevertebrate.